# Cosma Nepita
Cosma Nepita, citato anche come Cosmo Nepita, Cosima Nepita, Cosimo Nepita, Cosmas Nepita, Cosmos Nepita (Catania, XVI secolo – Bosco d'Aci, 1595), è stato un giurista e magistrato italiano.

## Biografia
Cosimo Nepita fu un importante giurista catanese e primo commentatore delle Consuetudini Catanesi. Studioso di legge, fu docente di diritto all'Università degli Studi di Catania. Egli fu inoltre magistrato della Magna Regia Curia, regio consultore e protonotario.
Morì assassinato nel 1595 per mano di briganti durante una rapina nel Bosco d'Aci, mentre percorreva l'antica Via Valeria in direzione di Catania. Il luogo dell'assassinio, nel territorio del Comune di Acireale, viene chiamato ancora oggi "Passo di Nepita".

## Pubblicazioni
- Cosmi Nepitae, Consuetudines clarissimae ciuitatis Catinae, Palermo, Franciscum Carraram, 1594, SBN BVEE005977.